# Tuuli
Tuuli, w, ist ein gebräuchlicher finnischer und estnischer weiblicher Vorname. Er wird mit einem langen „u“ gesprochen.

## Bedeutung
finnisch und estnisch: „Wind“

## Abwandlungen
Tuula; Tuulia; Tuulikki (Diminutiv, in etwa „kleiner Wind“); Tuule (estnische Version)

## Namenstag
22. Februar

## Bekannte Namensträgerinnen

### Tuuli
- Tuuli (Sängerin) (* 1999), finnische Popsängerin
- Tuuli Matinsalo (* 1970), finnische Aerobic-Sportlerin
- Tuuli Tomingas (* 1995), estnische Biathletin
- Tuuli Vahtra (* 1989), estnischer Schachspielerin

### Tuulikki
- Tuulikki Jahre (* 1951), schwedische Radrennfahrerin
- Anneli Tuulikki Jääteenmäki (* 1955), finnische Politikerin
- Tuulikki Koivunen Bylund (* 1947), schwedische Bischöfin
- Tuulikki Laesson (* 1969), estnische Schachspielerin
- Tuulikki Pietilä (1917–2009), finnische Grafikerin
- Tuulikki Pyykkönen (* 1963), finnische Skilangläuferin